# Santi Paladino
Santi Paladino (Scilla, 1902 – Roma, 1981) è stato un giornalista italiano.

## Biografia
Paladino ipotizzò per primo, nel 1927, che la paternità delle opere di Shakespeare fosse da ricondurre a Michelangelo Florio. Nel 1929, costituì l'Accademia Shakespeariana, disciolta però l'anno successivo dalle autorità di polizia, in quanto dichiarata contraria all'ordine pubblico.
Nel 1944 fondò, insieme a Corrado Gini e Ugo Damiani, il Movimento Unionista Italiano, che dopo un risultato insoddisfacente nelle elezioni del 1946, venne poi sciolto nel 1948.
Fu editore, nel 1926 a Scilla, della rivista letteraria illustrata e di varietà, Sirena, e autore di saggi, quali Shakespeare sarebbe lo pseudonimo di un poeta italiano (1929), Come scrivere e sceneggiare un soggetto cinematografico? : guida teorico-pratica (1943), Un italiano autore delle opere shakespeariane (1955).
Fu anche autore di scritti di fantascienza: oltre ad alcuni racconti brevi, diede alle stampe nel 1957, sotto lo pseudonimo di Delta Billy, il romanzo, Oltre l'Apocalisse, all'interno della collana Narratori dell'Alpha-tau. Archivi del futuro (Irsa Muraro Editrice).
Al 1980 risale il suo ultimo lavoro: Perché credo in Dio.

## La tesi sulla vera identità di Shakespeare
Nel 1927 sul quotidiano L'Impero (n. 30 del 4 febbraio 1927) e in una successiva pubblicazione, Santi Paladino ipotizzò che William Shakespeare fosse solo uno pseudonimo, dietro al quale si celava Michelangelo Florio, frate toscano convertitosi al protestantesimo e per questo incarcerato e condannato a morte a Roma. Da qui riuscì però a fuggire nel 1550 per iniziare un lungo pellegrinare in Italia e in Europa, facendo tappa anche in Inghilterra, dove nel 1553 ebbe il figlio Giovanni, prima di trasferirsi definitivamente a Soglio in Val Bregaglia. Nella versione di Paladino, Michelangelo Florio si trovava a Messina quando qui si rappresentava la commedia Tantu trafficu pe' nnenti (riecheggiante nel titolo la scespiriana Molto rumore per nulla), e soprattutto non morì a Soglio (dove il suo nome figura fino al 1566), ma rientrò in Inghilterra insieme a suo figlio Giovanni: ivi si diede a comporre drammi e sonetti e ivi morì verso il 1605, anno in cui cessò l'attività letteraria di Shakespeare.
Anni dopo Paladino corresse il tiro, ipotizzando una doppia stesura delle opere di Shakespeare: le versioni originali scritte da Michelangelo Florio sarebbero state poi tradotte e perfezionate per il pubblico inglese dal figlio Giovanni in collaborazione con l'attore William Shakespeare, che quindi cessa di essere uno pseudonimo per assumere i panni di un prestanome e coautore:
(Santi Paladino, Un Italiano autore delle opere shakespeariane, pag. 110)